# USS Maddox (DD-622)
Pour les autres navires du même nom, voir USS Maddox.
L'USS Maddox (DD-622) est un destroyer de classe Gleaves en service dans la Marine des États-Unis pendant la Seconde Guerre mondiale.  Il fut le deuxième navire nommé en l'honneur du capitaine de l'United States Marine Corps William A. T. Maddox (en), un officier de la guerre américano-mexicaine.
Sa quille est posé le 7 mai 1942 au chantier naval de la Federal Shipbuilding and Drydock Company à Kearny, dans New Jersey. Il est lancé le 15 septembre 1942, parrainé par Mme Ellen-Venita Browning Wilhoit Gay (arrière-petite-fille du capitaine Maddox) et mis en service le 31 octobre 1942 sous le commandement du lieutenant commander Eugene S. Sarsfield (en).

## Historique
Après ses essais, le Maddox appareille de New York le 2 janvier 1943 pour Norfolk (Virginie), où débutent ses fonctions d'escorte. Après ses deux premières missions de convoyage, protégeant des pétroliers naviguant entre Norfolk et les centres pétroliers de Galveston et Aruba, le Maddox inaugure une série de voyages transatlantiques en escortant des convois de New York et de Norfolk en Afrique du Nord. 
Le 8 juin 1943, le Maddox quitte Norfolk pour Oran, en Algérie, rejoignant la Force opérationnelle 81 (TF 81), en vue de l'invasion sicilienne. Lorsque l'opération amphibie débute à Gela le 10 juillet, le Maddox patrouille à environ 16 miles au large des côtes. Naviguant seul, le destroyer est attaqué par un bombardier Junkers Ju 88 allemand de la KG 54. Mais selon des informations contradictoires, des bombardiers en piqué italiens seraient responsables du naufrage. L'une des bombes explosa le magasin arrière du Maddox, faisant chavirer le navire qui coula en deux minutes. Le capitaine de corvette Sarsfield s'est vu décerner à titre posthume la Navy Cross pour son l'héroïsme dans sa supervision pendant l'évacuation du navire. Son action sauva la vie de 74 membres d'équipage.
Le Maddox est rayé du Naval Vessel Register le 19 août 1943.

## Décorations
Le Maddox a reçu deux Battle star pour son service dans la Seconde Guerre mondiale.